# Assaad Chaftari
Assaad Chaftari (également orthographié Assad Shaftari, arabe : أسعد الشفتري) a été responsable du renseignement de la milice  chrétienne libanaise des Forces libanaises pendant la guerre civile libanaise et un proche collaborateur d'Elie Hobeika. Il a publié une lettre d'excuses au peuple libanais en 2000, dans un journal national, pour ses actions de guerre, il se consacre maintenant à promouvoir le changement personnel, la consolidation de la paix et la réconciliation,.

## Biographie
Né en 1955, Chaftari a grandi dans une famille libanaise francophone de Beyrouth dans le quartier chrétien de Gemmayzé.
En 1974, un an avant le début de la guerre civile, il interrompt ses études alors qu'il est en quatrième année d'école d'ingénieur, pour rejoindre le parti des Phalanges libanaises (Kataeb). Il suit alors une formation militaire et participe à la création du service de renseignement du parti.
Avant ses 30 ans, il devient le commandant en second du parti, adjoint d'Elie Hobeika, dont le groupe, soutenu par l'État d'Israël, a été impliqué dans le massacre de Sabra et Chatila en 1982.
En 1988, il participe à une rencontre organisée par le mouvement Initiatives et Changement. Bien qu'il ait d'abord soupçonné un agenda caché, la réunion a déclenché un profond changement en lui. Invité à se remémorer sa vie, il voit "un chemin couvert de sang".
Il est actuellement militant, membre de plusieurs mouvements et d'ONG, dont la coalition Wahdatouna khalasouna.

## Reconnaissance
Chaftari a été le sujet d'un documentaire d'Eliane Raheb en 2012, Sleepless Nights (nuits blanches),,.
Chaftari a écrit un livre intitulé « La vérité même si ma voix tremble » en français, traduit en arabe par « الحقيقة و لو بصوت يرتجف », en novembre 2015,.